# Paradoxophyla palmata
Paradoxophyla palmata là một loài ếch trong họ Nhái bầu. Chúng là loài đặc hữu của Madagascar.
Các môi trường sống tự nhiên của chúng là các khu rừng ẩm ướt đất thấp nhiệt đới hoặc cận nhiệt đới, đầm nước ngọt có nước theo mùa, và các khu rừng trước đây bị suy thoái nặng nề. Loài này đang bị đe dọa do mất môi trường sống.

## Hình ảnh

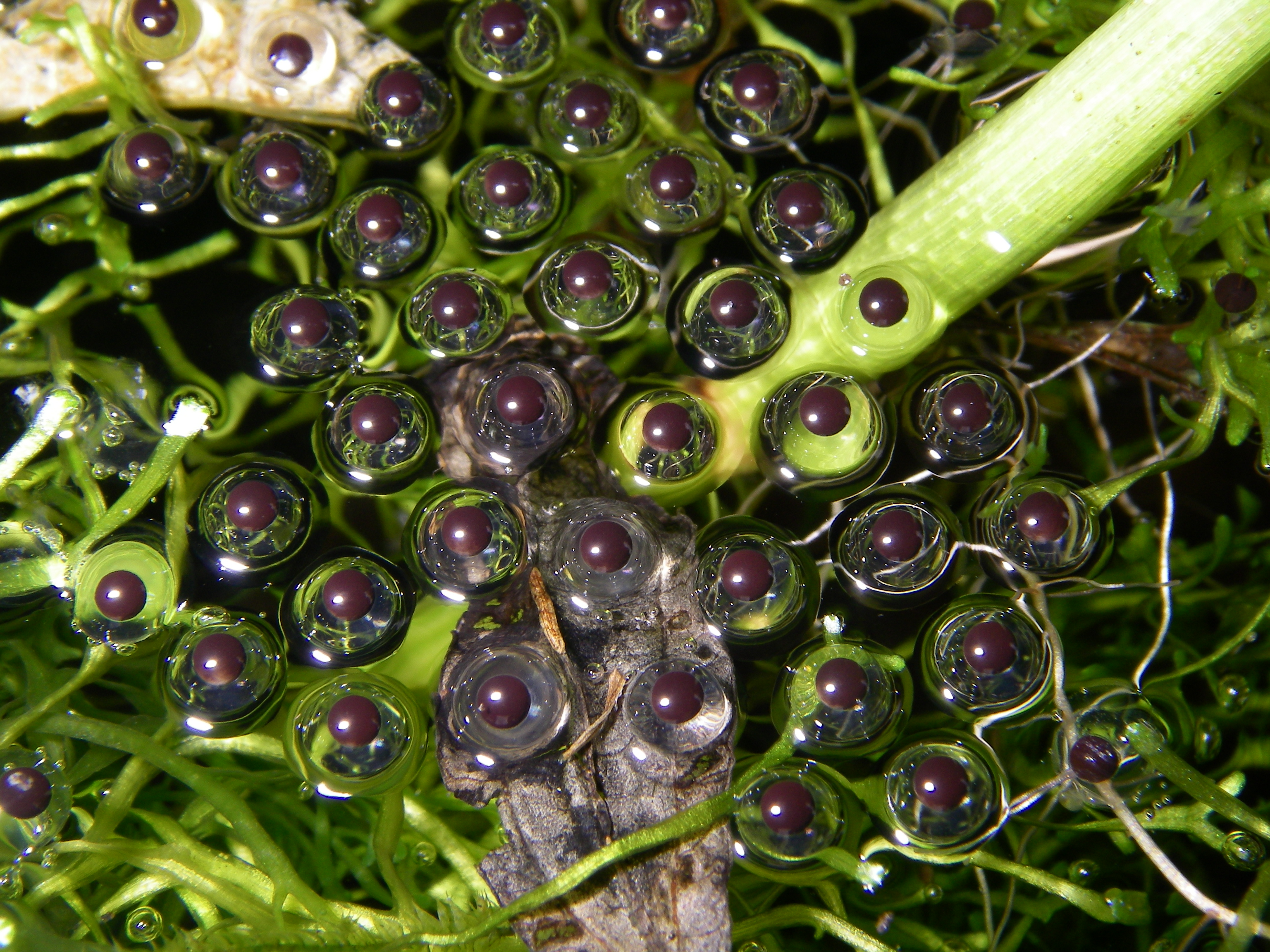